# Papilio erostratus
Espèce
Papilio erostratus ou Machaon d'Érostrate est une espèce de lépidoptères (papillons) de la famille des Papilionidae. Cette espèce est présente en Amérique centrale, du Mexique au Salvador.

## Systématique
L'espèce Papilio erostratus a été décrite en 1847 par John Obadiah Westwood.